# 陳衍
陳衍（1856年—1937年），小名尹昌，字叔伊，號石遺，福建省福州府侯官縣（今福州市）人，中國近代詩人。曾是台灣巡撫劉銘傳、湖廣總督張之洞幕僚。

## 生平
陳衍自幼随祖父读书写字诵诗， 10岁时已读完《书》、《诗》、《礼》、《易》等国学经典，能将「六朝人文长篇若两都若哀江南诸赋皆背诵如流」，且「终年为诗，日课一首」，还对唐、元、明人笔记、小说广有涉猎。但他在考場上並不如意，屢試屢敗，好不容易在光緒八年（1882年）才中舉，當時二十七歲，同榜者中還有後來的外國名著翻譯家林紓。
1886年曾入台湾巡抚刘铭传幕府，随军招抚当地土著。1886年在北京时，与郑孝胥共同标榜「同光体」，并成为「同光体」閩派的代表人物，其評論著作有《石遺室詩話》。 
1895年三、四月间，陈衍到京会试，时值甲午中日战争后期，清政府派李鸿章为全权代表赴日求和签署《马关条约》，举国哗然。陈衍起草、并与林纾等人联名上书都察院，反对割让辽东半岛、台湾等领土。
1897年夏，陈衍被公推为《求是报》主笔，在其主事期间，《求是报》的内容包括社论、谕旨恭录、中外新闻、中外法律法规、译文和逸闻、理论科学的译介和小说连载等等，而且每期都有针对中国现状的论说，因此读者日多，风行一时。当时的湖广总督张之洞正是由《求是报》看出陈衍的卓越的才干，于1898年邀请他到武昌，为其写作，并任《官报》局总编纂。
1898年春，京城会试之际，变法呼声正高，陈衍作《戊戌变法榷议》，分议相、议兵等十条，提出自己的变法主张。同年，应经济特科试，不中。戊戌变法失败后，《官报》停办，陈衍筹办《商务报》，以研究实业为主，除了连载他同其下属河濑仪太郎翻译的《银行论》、《货币制度论》、《商业经济学》、《商业地理》、《商业开化史》、《商业博物志》、《日本商律》、《破产律》等外，还连载了《欧美商业实势》，对世界各国的经济情况做了大量翔实报道。
1907年陈衍到北京任学部主事、并兼京师大学堂文科教习。
1911年清朝灭亡后，到南北各大学讲学。1912年12月起，在梁啟超主辦的《庸言》半月刊上連載，數十萬言的長文，旁徵博引，侃侃而談，甚獲好評。後來《石遺室詩話》結集出版，風靡一時。「煌煌巨帙，声教远暨海内外，一时豪俊，奔趋其旗之下。」他要續輯詩話的消息傳出後，各地詩人竟“爭欲得其一言為榮，於是投詩乞品題者無虛日”。他得意地告訴朋友：“海內詩人寄到之集，已閱過者殆滿間一屋，而架上案頭，有已選佳句不及收入者，尚不可勝計。”陳衍的詩歌理論對「同光體」詩人的上述主張作了較為系統的總結與發展，具有集大成的意義。他的詩作則瓣香白居易、楊萬里，多抒發閒適情趣，涵泳山水妙旨，遣詞造句，頗具新意，於「同光體」中自成一家。
1916年起编修《福建通志》，5年后《通志》全稿完成，凡600余卷约1000万字，除盐政、水利等数志外，皆由陈衍一人经营编纂。该《通志》于1938年出版，迄今仍是省志中最为完备的一部。
1933年除夕，錢鍾書拜會他，當時已年過七旬，錢其時尚在清華讀書。可謂忘年之交。錢在英國留學時陳衍還寄給他自己的詩作，其中有“青眼高歌久，于君慰已奢”詩句。錢鍾書早年“好義山、仲則風華綺麗之體，為才子詩，全恃才華為之”，陳衍則批評他：“湯卿謀不可為，黃仲則尤不可為”，因而改弦易轍，奉衍若神明。三十年代初，陳衍仍對錢鍾書到國外唸文學大惑不解：“文學又何必向國外去學呢！我們中國文學不就很好嗎？”
陈衍晚年寓居苏州，与章炳麟、金天翮共倡办国学会，并任无锡国学专修学校教授。1937年8月，陈衍在福州病逝，葬于西门外文笔山。

## 作品
錢仲聯編《石遺室詩集》共收陳衍詩作十二卷，補遺一卷，合五卷。《石遺室詩話》是“同光體”詩派的重要評論著作。所著有《石遺室詩集》、《文集》，並輯有《近代詩鈔》。編有《遼詩紀事》、《金詩紀事》、《元詩紀事》等。